# Баррозу, Грасиела Масиел
Грасиела Масиел Баррозу (порт.-браз. Graziela Maciel Barroso; 1912—2003) — бразильский ботаник. Известна своим вкладом в систематику семейства Астровые.

## Биография
Грасиела Баррозу родилась 11 апреля 1912 года в бразильском муниципалитете Корумба.
В 16 лет она вышла замуж за агронома и ботаника Либерату Жуакима Баррозу, работавшего в Ботаническом саду Рио-де-Жанейро. В 1949 году Либерату умер, а Грасиела стала учиться ботанике в Университете Гуанабары (теперь Федеральный университет Рио-де-Жанейро). В 1951 году один из сыновей Грасьелы и Либерату погиб в авиакатастрофе.
В 1961 году Баррозу окончила Университет Гуанабары со степенью бакалавра. В начале 1960-х годов Грасьела переехала в столицу Бразилии — Бразилиа.
До 1969 года она была профессором департамента ботаники Университета Бразилиа. В 1973 году Баррозу получила степень доктора философии в Кампинасском государственном университете.
Грасиела Баррозу скончалась 5 мая 2003 года в Рио-де-Жанейро.
Баррозу была ведущим специалистом по флоре Бразилии. Она была автором трёхтомного издания Sistemática de Angiospermas do Brasil. Большая часть научных работ Грасиелы была посвящена растениям из семейства Астровые, однако она также изучала ароидные, диоскорейные, бобовые, миртовые и норичниковые.

## Роды и некоторые виды растений, названные в честь Г. М. Баррозу
- Barrosoa R.M.King & H.Rob., 1971
- Grazielanthus Peixoto & Per.-Moura, 2008
- Grazielia R.M.King & H.Rob., 1972
- Grazielodendron H.C.Lima, 1983
- Aechmea grazielae Martinelli & Leme, 1987
- Affonsea grazielae Vinha, 1981
- Aphelandra grazielae Profice, 2005
- Aspilia grazielae J.U.Santos, 1982
- Astephanus grazielae Fontella & Marquete, 1975 [syn.  Minaria grazielae (Fontella & Marquete) T.U.P.Konno & Rapini, 2006]
- Baccharis grazielae A.S.Oliveira & Deble, 2005
- Barjonia grazielae Fontella & Marquete, 1978
- Bauhinia grazielae Vaz, 1984
- Calathea grazielae H.Kenn. & J.M.A.Braga, 1997
- Calea grazielae J.U.Santos, 1980
- Catostemma grazielae Paula, 1970
- Centrosema grazielae V.P.Barbosa, 1974
- Chromolaena barrosoae R.M.King & H.Rob., 1980
- Croton grazielae Secco, 1993
- Cryptanthus grazielae H.Luther, 1998
- Cybianthus barrosoanus G.Agostini, 1980
- Diatenopteryx grazielae Vaz & Andreata, 1981
- Dimerostemma grazielae H.Rob., 1984
- Dorstenia grazielae Carauta, C.Valente & Sucre, 1973
- Eugenia grazielae Mattos & D.Legrand, 1975
- Gomphrena grazielae J.C.Siqueira, 1982
- Guettarda grazielae M.R.V.Barbosa, 1987
- Hymenolobium grazielanum H.C.Lima, 1982
- Lessingianthus barrosoanus Dematt., 2006
- Lonchocarpus grazielae M.J.Silva & A.M.G.Azevedo, 2008
- Mandevilla grazielae M.F.Sales, Kin.-Gouv. & A.O.Simões, 2006
- Philodendron grazielae G.S.Bunting, 1964
- Polygala grazielae Marques, 1984
- Remijia grazielae Sucre, 1962
- Simira grazielae Peixoto, 1981
- Spathiphyllum grazielae L.B.Sm., 1968
- Tassadia grazielae Fontella, 1977
- Tillandsia barrosoae W.Till, 1999
- Tillandsia grazielae Sucre & R.Braga, 1975